# St. Elisabeth (Riegelsberg)

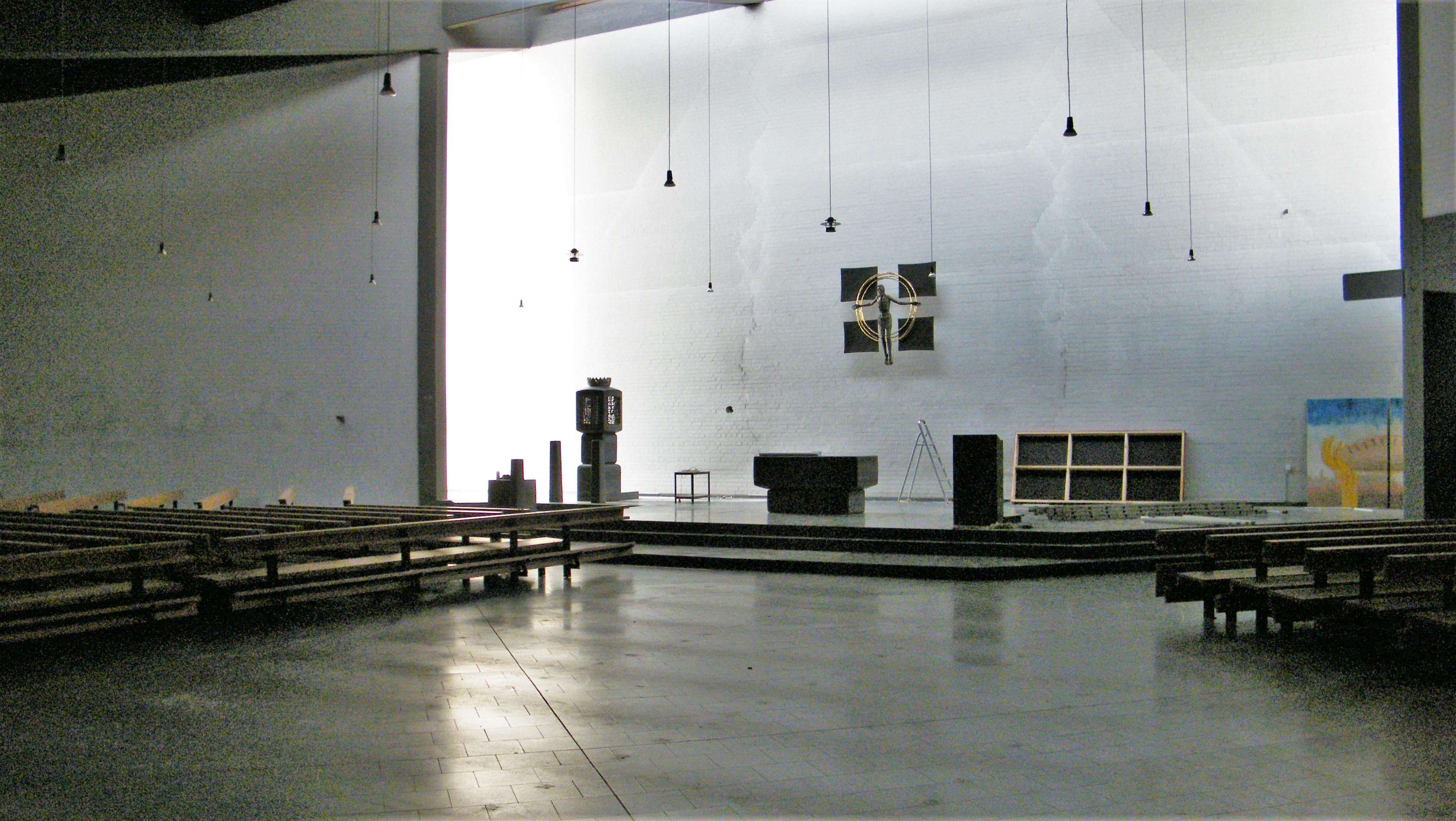
Ansicht des Altarraumes

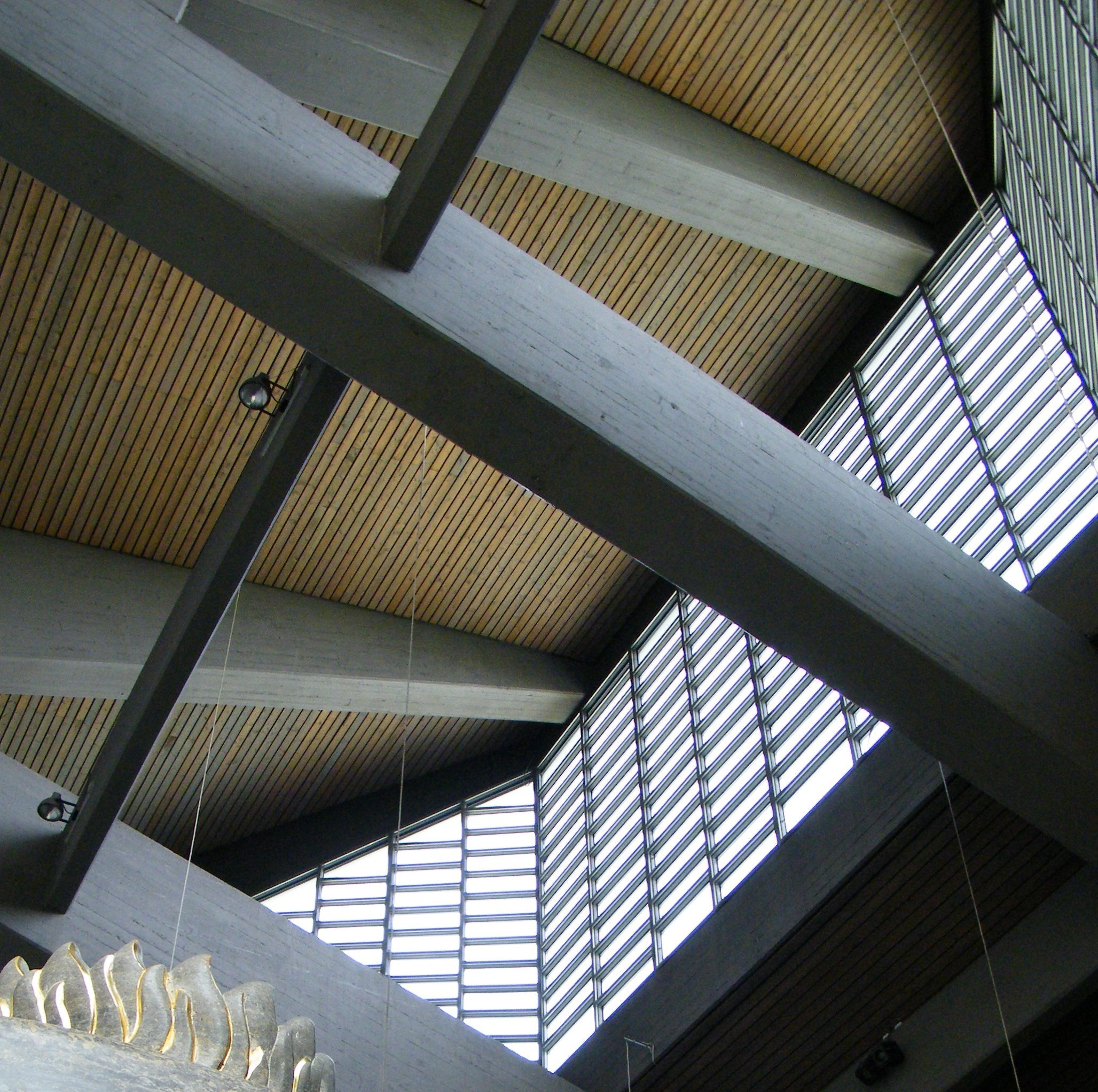
Lichtführung

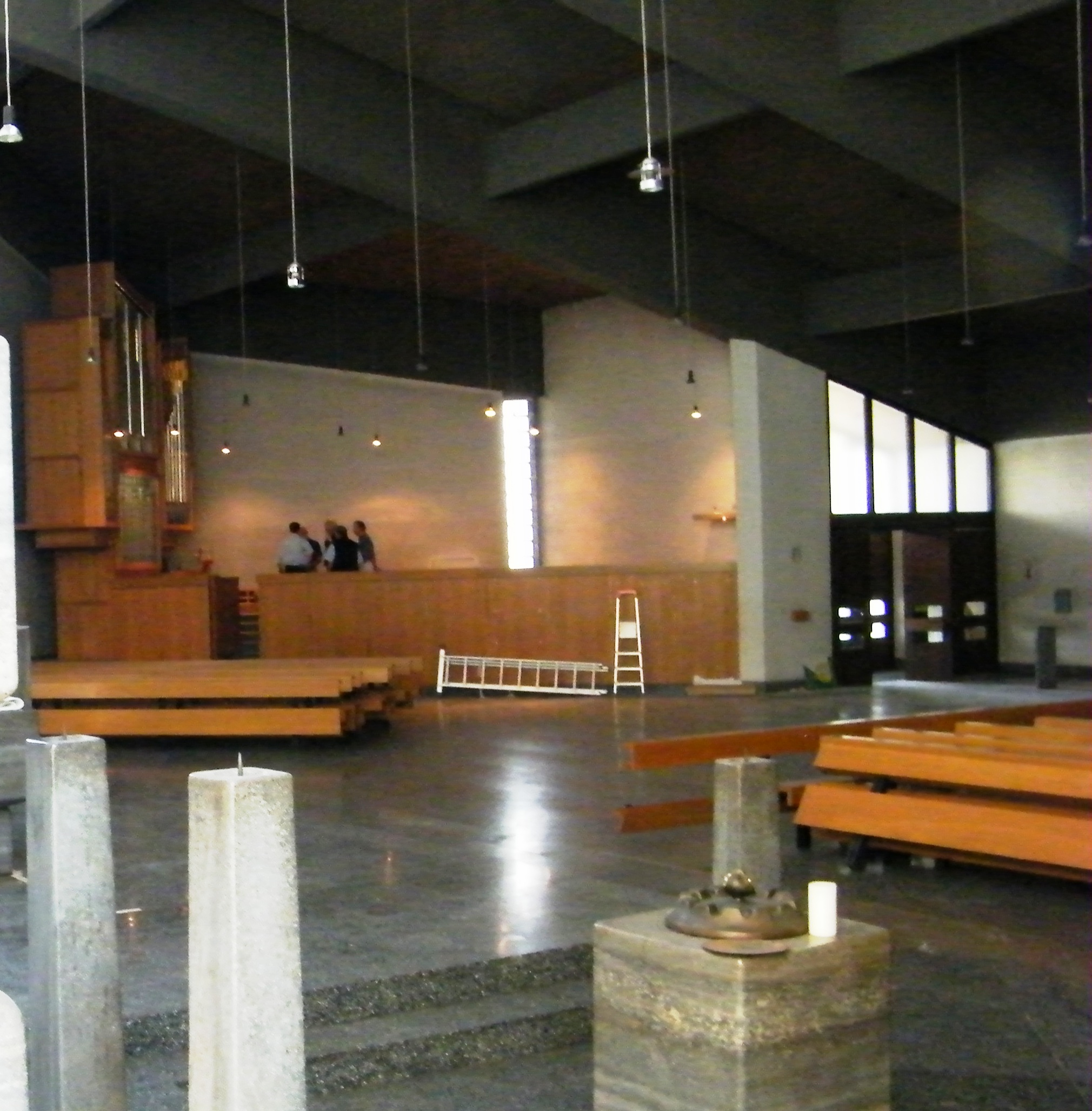
Deckenkonstruktion

Die Kirche St. Elisabeth war eine römisch-katholische Filialkirche des Bistums Trier im saarländischen Riegelsberg. Sie gehörte zur Pfarrei St. Josef.

## Geschichte
Die Filialkirche St. Elisabeth an der Ziegelhütter Straße in Hilschbach wurde im in den Jahren 1969 bis 1971 nach den Plänen der Architekten Albert Dietz und Bernhard Grothe aus Saarbrücken errichtet und am 18. Juni 1972 geweiht.
Nachdem Ende der 2000er-Jahre notwendige Sanierungsarbeiten am Gebäude nicht mehr durch die Kirchengemeinde getragen werden konnten, fiel der Beschluss, die Filialkirche aufzugeben. Am Pfingstmontag dem 13. Juni 2011 fand der letzte Gottesdienst in St. Elisabeth statt, bei dem die Kirche profaniert wurde. Noch im selben Jahr wurde das Kirchengebäude abgerissen.

## Baubeschreibung

### Äußeres
Die turmlose Kirche St. Elisabeth besaß ein schlichtes äußeres Erscheinungsbild. Das weiße Gebäude mit einem verwinkelten polygonalen Grundriss wurde von zwei ebenso polygonalen Pultdächern unterschiedlicher Höhe überspannt. In der Fassade war ein Bild der heiligen Elisabeth von Thüringen eingelassen.

### Inneres
Das Innere der Kirche war ebenfalls schlicht in den Farben weiß und grau gestaltet. Der weite Kirchenraum wurde von einer schrägen Holzdecke überspannt, die ihren niedrigsten Punkt am Eingang der Kirche besaß und zur Altarwand hin an Höhe zunahm. Der Altarraum selbst war von einer zweiten höheren und entgegengesetzten Schrägdecke überspannt. Der Höhenunterschied am Treffpunkt beider Dächer wurde von einer klaren Fensterfläche überbrückt, durch die die Altarwand mit Tageslicht erhellt wurde. Orgel und Chorsängern war eine nur durch wenige Stufen erhöhte und durch eine Brüstung abgetrennte Empore vorbehalten.

## Orgel

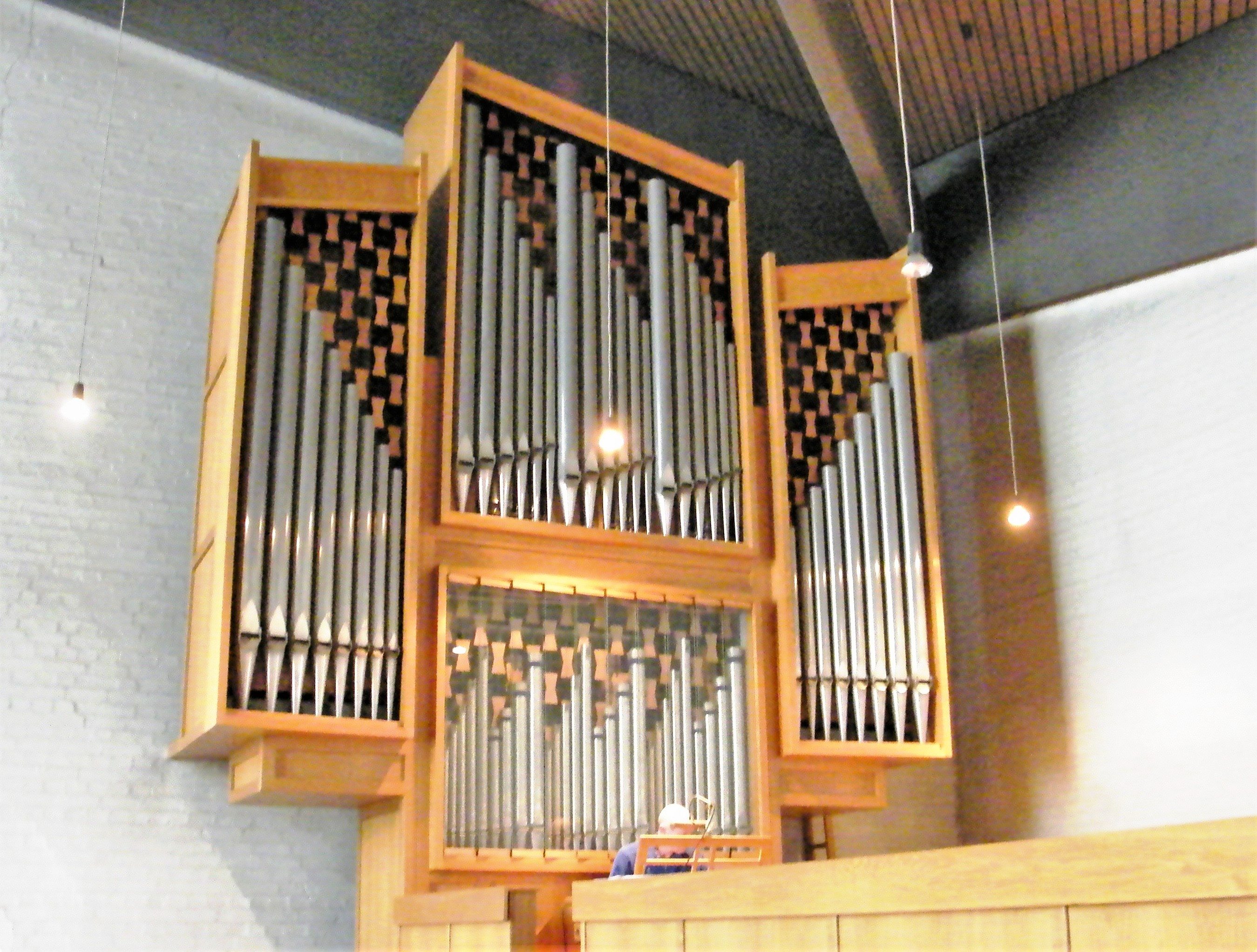
Mayer-Orgel

Die Orgel war im Jahr 1975 durch die saarländische Firma Hugo Mayer aus Heusweiler erbaut worden und befindet sich nun unverändert in der katholische Pfarrkirche St. Severin in Salzburg. Das Instrument besitzt 18 Register auf zwei Manualen und Pedal. Die Spieltraktur ist mechanisch, die Registertraktur elektrisch. Die Disposition der Orgel ist wie folgt:
| I Hauptwerk C–g3 |                 |       |
| 1.               | Principal       | 8′    |
| 2.               | Koppelflöte     | 8′    |
| 3.               | Octave          | 4′    |
| 4.               | Schweizerpfeife | 4′    |
| 5.               | Gedacktquinte   | 2 ⁄3′ |
| 6.               | Waldflöte       | 2′    |
| 7.               | Mixtur IV       | 1 ⁄3′ |
| 8.               | Trompete        | 8′    |

| II Schwellpositiv C–g3 |           |        |
| 9.                     | Rohrflöte | 8′     |
| 10.                    | Salicet   | 8′     |
| 11.                    | Nachthorn | 4′     |
| 12.                    | Principal | 2′     |
| 13.                    | Terzflöte | 1 3⁄5′ |
| 14.                    | Nazard    | 2 ⁄3′  |
| 15.                    | Cromorne  | 8′     |
|                        | Tremulant |        |

| Pedal C–f1 |            |     |
| 16.        | Subbass    | 16′ |
| 17.        | Principal  | 8′  |
| 18.        | Choralbass | 4′  |

- Koppeln: II/I, I/P, II/P
- Spielhilfen: 2 freie Kombinationen, Tutti